# Valdelacasa
Valdelacasa es un municipio y localidad española de la provincia de Salamanca, en la comunidad autónoma de Castilla y León. Se integra dentro de la comarca de la Sierra de Béjar. Pertenece al partido judicial de Béjar.
Su término municipal está formado por un solo núcleo de población, ocupa una superficie total de 8,22 km² y según los datos demográficos recogidos en el padrón municipal elaborado por el INE en el año 2017, cuenta con una población de 235 habitantes (143 hombres y 99 mujeres).

## Historia

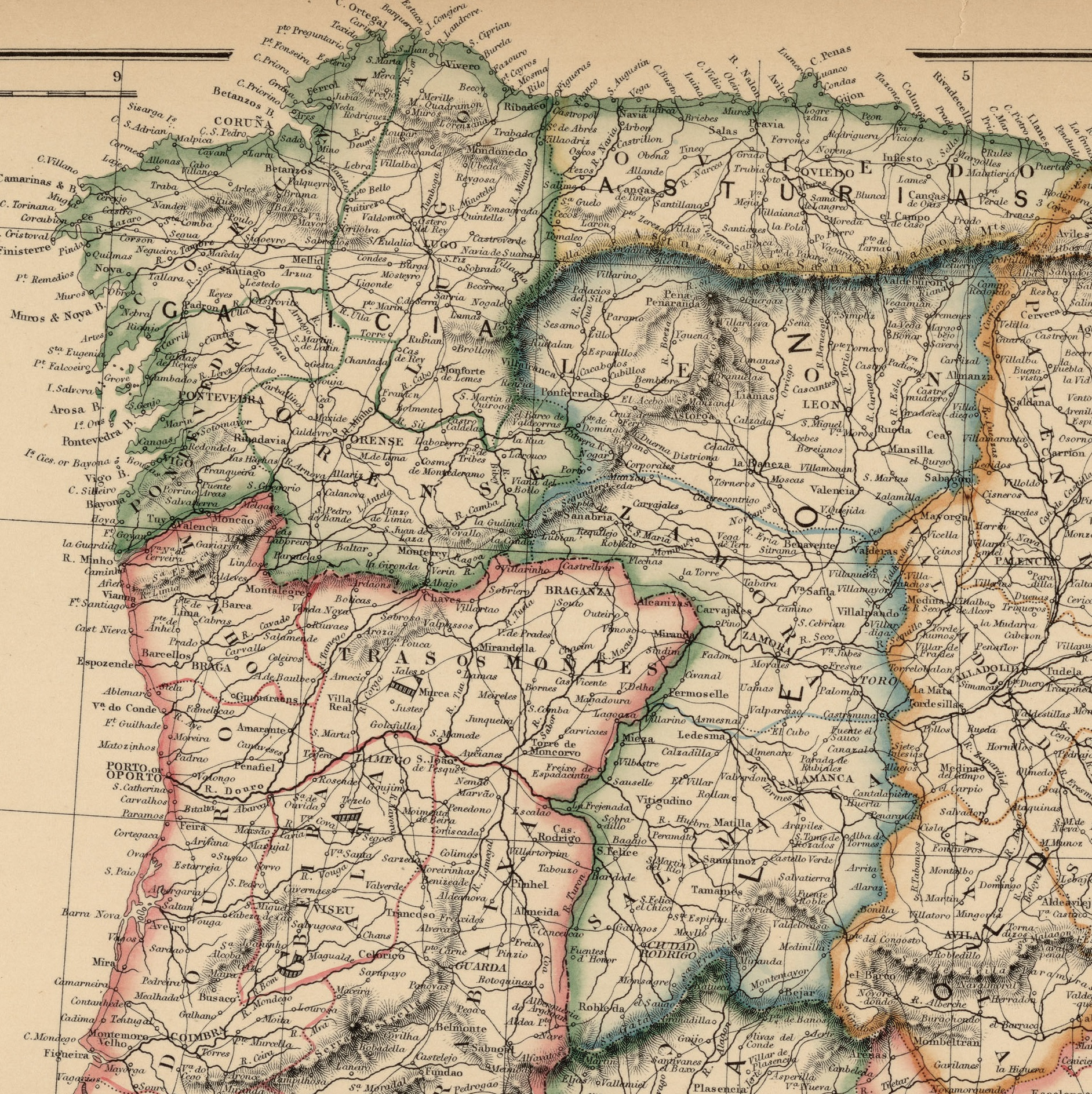
Detalle del noroeste de la península ibérica en un mapa de 1869 en el que se puede apreciar Valdelacasa.

### Valdelacasa, tierra fronteriza entre León y Castilla
En el  año  1157,  murió  Alfonso  VII,  quedando dividido el reino de Castilla y  León:  a  Fernando,  correspondió el de León,  y  a  Sancho,  el  de  Castilla. A partir de entonces y hasta el  año  1230,  fecha de la reunificación de ambos reinos en la persona de Fernando III,  el  Santo,  los castellanos y los leoneses se verían envueltos en una serie de conflictos  bélicos,  que motivó el que,  a uno y otro lado de la  frontera,  se levantaran diversas fortalezas,  siendo,  en  ciertos  casos,  reutilizadas  o  reforzadas,  también de algunas de las ya  existentes.
Dentro de lo que después constituiría la Tierra de  Béjar,  Valdelacasa quedaba situada en el  extremo  noroccidental, justamente en un lugar por donde pasaba la calzada de la  Plata,  la principal vía de comunicación del oeste hispano desde época romana y que servía para deslindar distintos  territorios,  ya fueran los pertenecientes a la propia Tierra de  Béjar,  ya,  en  fin, los integrados en los concejos de Coria o  de Plasencia  ,  según  los  casos.
Tras la división de ambos reinos, la repoblación de Valdelacasa, como la del resto de lugares que después formarían parte de la Tierra de Béjar, se produciría a cargo de gentes castellanas, procedentes,  muchas  de  ellas, del  territorio abulense. De ahí el que, como ya ha anotado el profesor Llorente Maldonado, existan notables diferencias entre los serranos de la Sierra de Béjar y los de la Sierra de Francia.

### Valdelacasa en el concejo de Béjar
Hasta el año 1209, los lugares que, a partir de dicha fecha, pasaron a pertenecer al Concejo de Béjar, habían formado parte del de Ávila. La segregación de tales lugares la llevaría a cabo Alfonso VIII. En lo  sucesivo, Valdelacasa permanecería formando parte de la Comunidad de Villa y Tierra de Béjar, en el Cuarto del Campo, hasta su desintegración territorial en 1833, año en el que en la división provincial Valdelacasa quedó integrado en la provincia de Salamanca, dentro de la Región Leonesa, hecho que respondía a la pertenencia administrativa desde el siglo XV de Salamanca y el Reino de León.
Respondiendo a la situación que, por aquel entonces, se vivía, tanto Valdelacasa como la mayoría de los restantes lugares de la Tierra de Béjar, asentábase en puntos estratégicos, con el fin de defender el territorio,  habida cuenta de tierra de frontera que caracterizaba al concejo de Béjar. En lo que a Valdelacasa concretamente se refiere, hay que decir que se alzaba en el límite de los reinos de Castilla y de León.

## Geografía humana

### Demografía
Cuenta con una población de 189 habitantes (INE 2024).
| Gráfica de evolución demográfica de Valdelacasa entre 1857 y 2021                                                     |
| |
| Población de derecho según los censos de población del INE. Población de hecho según los censos de población del INE. |

Según el Instituto Nacional de Estadística, Valdelacasa tenía a, 31 de diciembre de 2019, una población total de 215 habitantes, de los cuales 125 eran hombres y 90 mujeres. Respecto al año 2000, el censo refleja 344 habitantes, de los cuales 190 eran hombres y 154 mujeres. Por lo tanto, la pérdida de población en el municipio para el periodo 2000-2019 ha sido de 129 habitantes, un 38% de descenso.

### Transporte
El municipio está bien comunicado por carretera siendo atravesado por la SA-214 que une Guijuelo en sentido noreste con Cristóbal en sentido suroeste. Por otro lado la nacional N-630 que une Gijón con Sevilla y la autovía Ruta de la Plata que tiene el mismo recorrido que la anterior pasan por el vecino municipio de Fuentes de Béjar, donde cuentan con salida en la localidad, siendo la autovía más cercana y permitiendo unas comunicaciones más rápidas del municipio. 
En cuanto al transporte público se refiere, tras el cierre de la ruta ferroviaria de la Vía de la Plata, que pasaba por el municipio de Guijuelo y contaba con estación en el mismo, no existen servicios de tren en el municipio ni en los vecinos, ni tampoco línea regular con servicio de autobús, siendo la estación más cercana la de Guijuelo. Por otro lado el aeropuerto de Salamanca es el más cercano, estando a unos 62 km de distancia.

## Símbolos

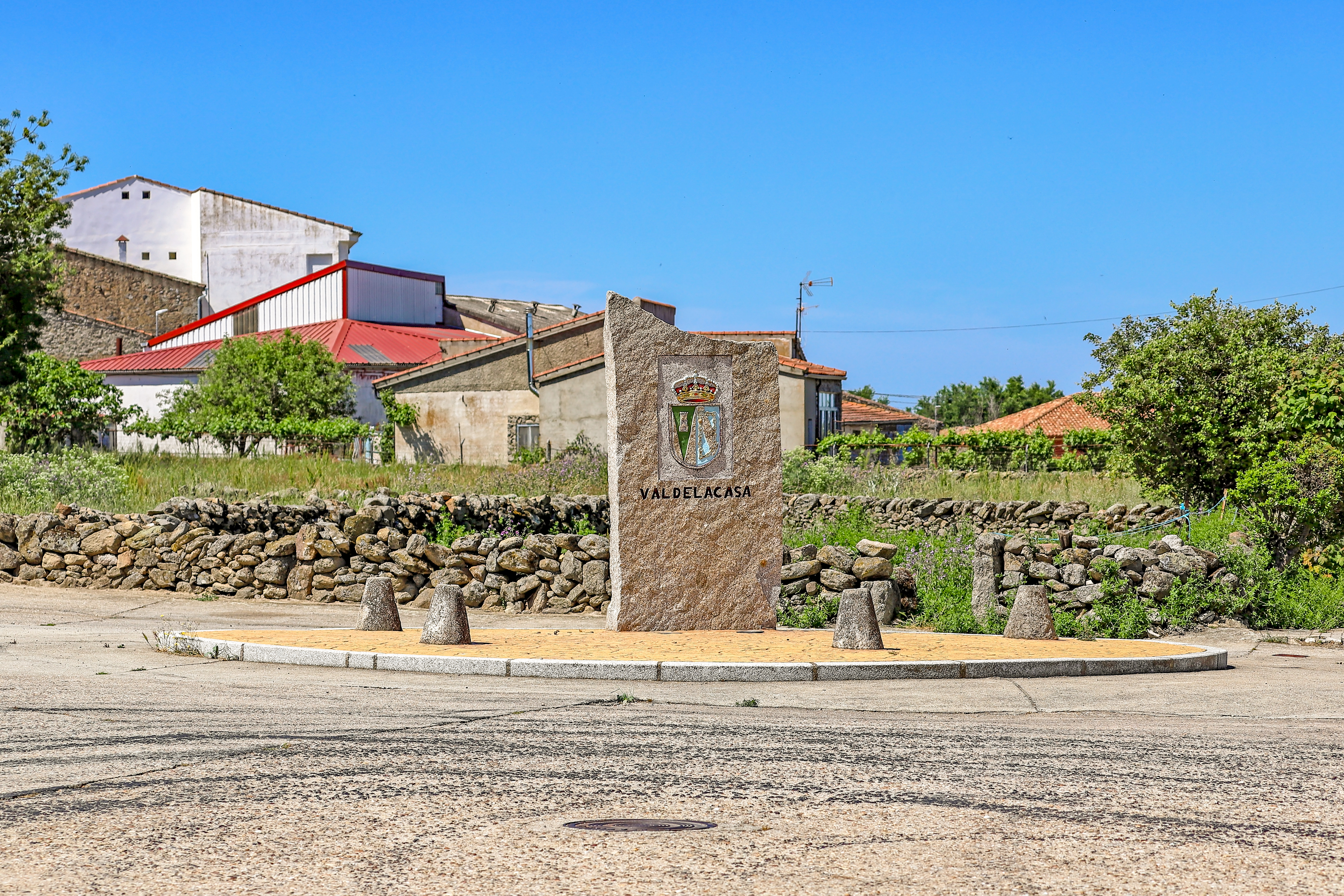
Glorieta, entrada y escudo

### Escudo
El escudo heráldico que representa al municipio fue aprobado con el siguiente blasón:

«Escudo partido. Primero, una torre de plata aclarada de sable, calzado de plata. Segundo, armería de los Zúñiga, de plata, con una banda de sable y una cadena de oro puesta en orla y brochante. Timbrando de la Corona Real Española»

## Administración y política

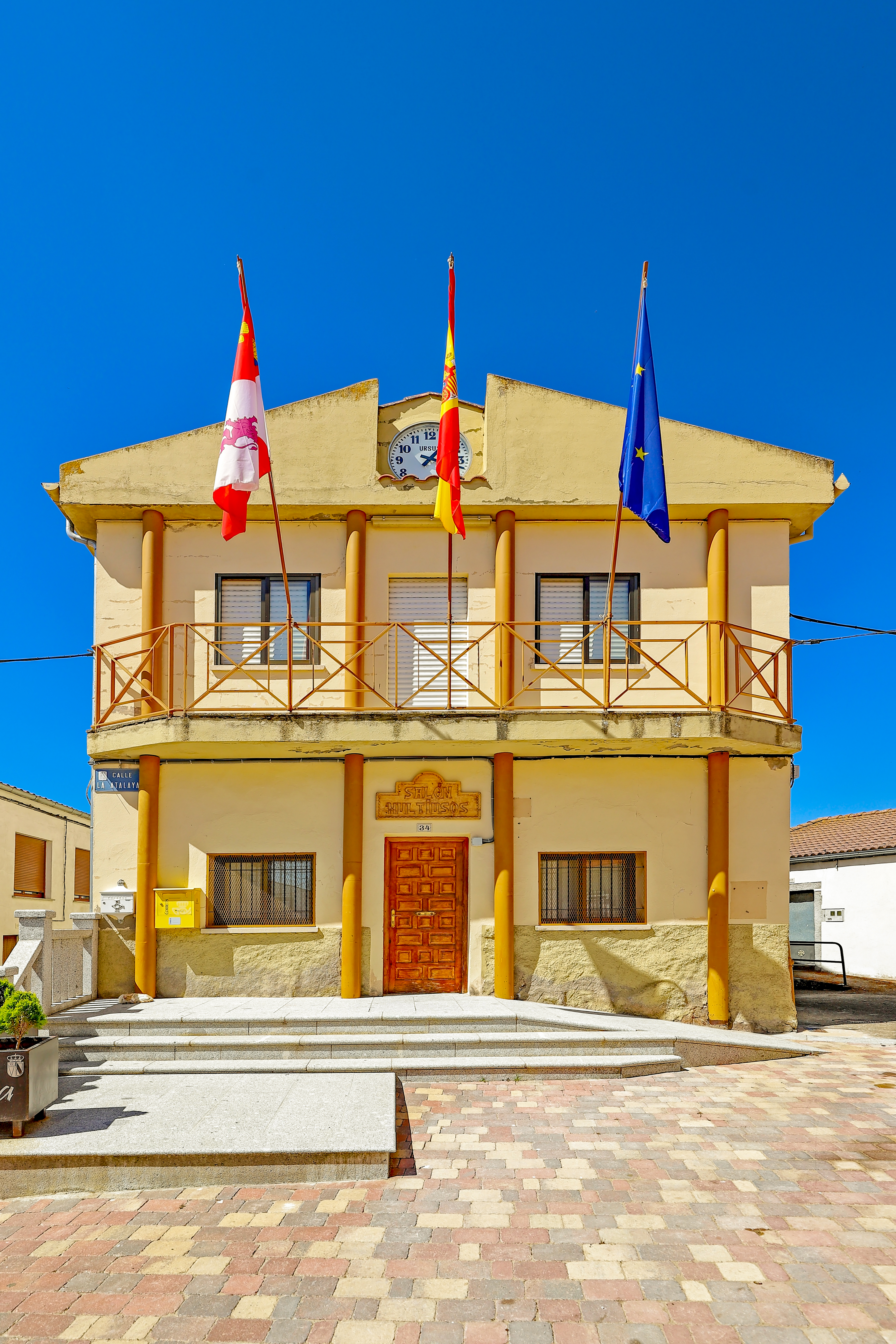
Casa consistorial

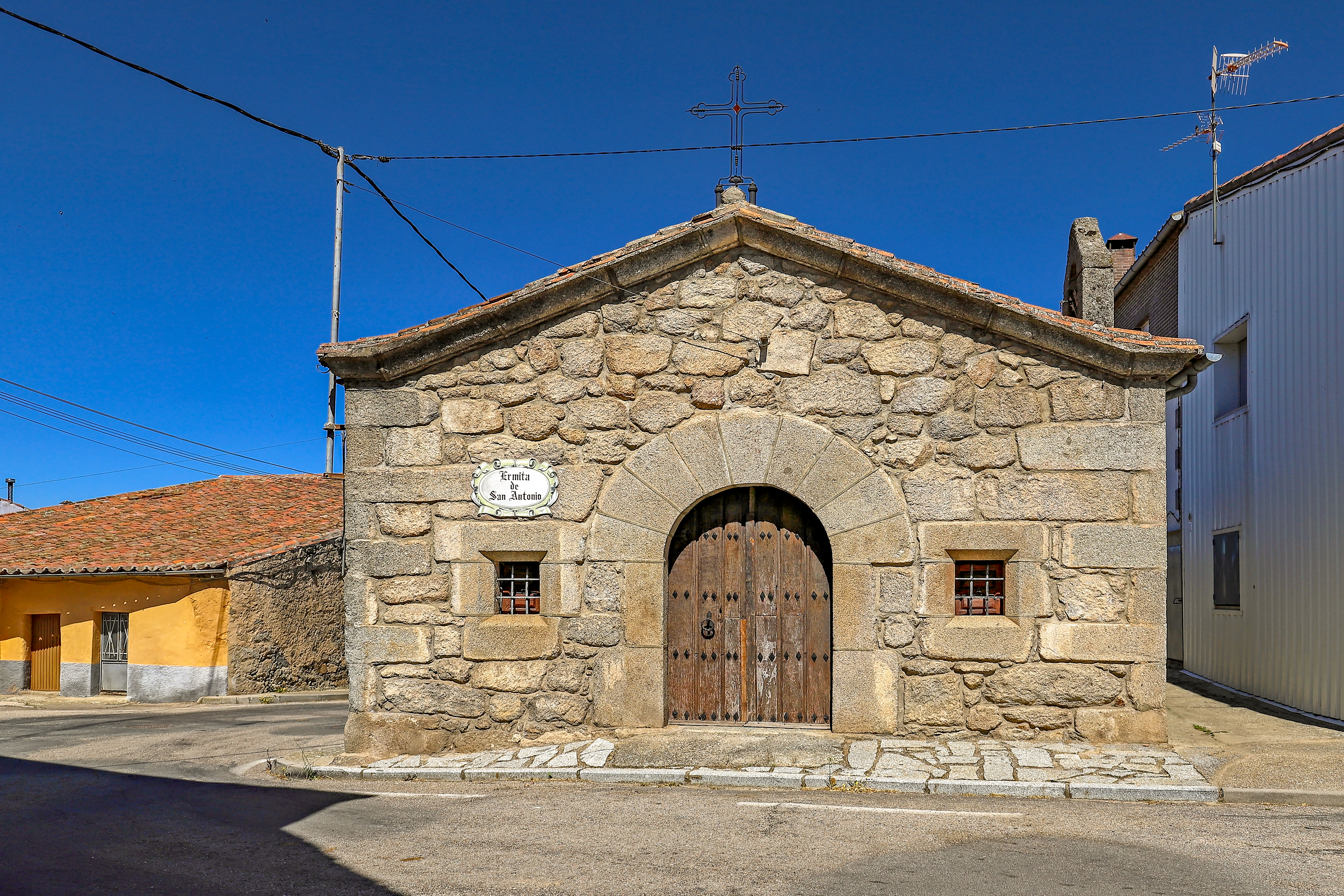
Ermita

| Partido político                         | 2019  | 2019  | 2019       | 2015  | 2015  | 2015       | 2011  | 2011  | 2011       | 2007  | 2007  | 2007       | 2003  | 2003  | 2003       |
| Partido político                         | %     | Votos | Concejales | %     | Votos | Concejales | %     | Votos | Concejales | %     | Votos | Concejales | %     | Votos | Concejales |
| Partido Popular (PP)                     | 73,64 | 95    | 5          | 5,52  | 8     | 0          | 37,72 | 63    | 3          | 40,49 | 83    | 3          | 88,32 | 174   | 7          |
| Partido Socialista Obrero Español (PSOE) | 32,56 | 42    | 0          | 86,21 | 125   | 5          | 60,48 | 101   | 4          | 58,54 | 120   | 4          | 10,66 | 21    | 0          |